# 게티 빌라
게티 빌라(영어: Getty Villa)는 미국 캘리포니아주 로스앤젤레스 퍼시픽팰리세이즈에 있는 미술관으로, 말리부 해안의 동쪽 끝에 있다. J. 폴 게티 박물관의 두 관 중 하나인 게티 빌라는 고대 그리스, 로마, 에트루리아의 예술과 문화 연구에 전념하는 교육 센터이자 박물관이다.